# Топсель
То́псель (нидерл. topzeil, англ. topsail с нидерл. — «верхний парус») — косой треугольный или трапециевидный дополнительный парус, поднимаемый в слабый ветер над гафельным или рейковым парусом между стеньгой и гафелем. На больших парусных судах с сухой (не имеющей рей) бизань-мачтой ставится над бизанью, на малых судах с косым вооружением — над фоком и гротом.
Топсель ставится с подветренной стороны гафельного паруса топсель-фалом, проведённым через топ стеньги на палубу. Шкот топселя проводится через блок на ноке гафеля, потом через промежуточный блок в районе его пятки, и дальше на палубу. Кроме указанных снастей, топсель удерживается у эзельгофта верхним галсом, проведённым через обушок на топе мачты, и оттягивается вниз нижним галсом, закреплённым на утках мачты. На длинных галсах в лавировку топсель убирают перед поворотом и поднимают снова с подветра. На лавировке короткими галсами топсель часто оставляют там, где он стоит, и мирятся с некоторой потерей тяги из-за ухудшения аэродинамики.